# Pedro Henrique da Silva
Pedro Henrique da Silva, mais conhecido como Pedro Silva (São Paulo, 08 de outubro de 1984), é um sambista brasileiro, atual Vice-presidente da Liga Independente do Grupo A Rio de Janeiro - LIGA RJ, ex-presidente da Superliga Carnavalesca do Brasil.

## Biografia
Foi compositor e diretor na Ala de Compositores do G.R.C.S.E.S.Vai-Vai entre 2011 e 2020 onde também atuou como Diretor de Marketing e Comunicação entre 2017 e 2019.
Em 2020 indicado pelo ex-presidente Darly Silva, o Neguitão, assumiu juntamente com Clarício Gonçálves (indicado pela oposição) a direção do Conselho Gestor que conduziu a Escola de Samba Vai-Vai no período.
Em 2021 assumiu a diretoria de Marketing da UESP (União das Escolas de Samba Paulistanas)participando da organização e preparação dos carnavais de 2021 (primeiro carnaval pós pandemia) e 2023 com o Carnaval do Povo.
Foi responsável pela criação da marca oficial do Carnaval da UESP por 2 anos consecutivos, Carnaval UESP 2022 e Carnaval UESP 2023.
Ainda em 2022 a convite do Presidente Wallace Palhares, assumiu a Direção Comercial da LIGARJ, sendo responsável pela captação de recursos e estratégias comerciais da instituição.
Em plenária realizada no dia 18/05/2023, a Superliga Carnavalesca do Brasil apresentou sua nova diretoria para o carnaval 2024 e Pedro Silva assumiu a presidência da entidade que comandará os desfiles das Séries Prata, Bronze e Avaliação,
substituindo Clayton Ferreira, que se ausentou do comando da liga ao assumir o cargo de Secretário Executivo da Frente Parlamentar do Carnaval.
Menos de uma semana após assumir o cargo, criou-se um primeiro conflito após a fala do Prefeito Eduardo Paes, confirmando via rede social a informação que o julgamento dos desfiles das escolas de samba da Série Ouro e Intendente Magalhães seriam a partir daquele momento organizados pela Prefeitura do Estado do Rio de Janeiro.
Em nota Pedro Silva declarou: “Vejo com serenidade a decisão do prefeito da cidade do Rio de Janeiro, Eduardo Paes. Ressaltamos que precisamos ouvir os presidentes das agremiações filiadas, em plenária, e também precisamos conversar com a prefeitura para saber qual é o real motivo desta decisão. No mais, a decisão vem seguida de um estranheza afetando apenas duas ligas, das três que comandam o Carnaval carioca, já que controvérsias há em todos os resultados, em todas as ligas”.
Pedro é casado com Valeska Reis, rainha de bateria da Mocidade Unida da Mooca, modelo brasileira, assistente de palco no programa Hora do Faro na Rede Record de Televisão, com quem possui 1 filho.